# Beneixida
Beneixida (spanisch Benegida) ist eine Gemeinde (Municipio) mit 649 Einwohnern (Stand: 2024) in der spanischen Provinz Valencia. Sie befindet sich in der Comarca Ribera Alta.

## Geografie
Beneixida liegt etwa 38 Kilometer südsüdwestlich von Valencia in einer Höhe von ca. 35 m. Der Río Júcar (valencianisch: Xúquer) begrenzt die Gemeinde im Norden.  Am Ostrand der Gemeinde führt die Autovía A-7 entlang.

## Demografie
| 1900 | 1930 | 1950 | 1970 | 1981 | 1991 | 2001 | 2011 | 2021 |
| ---- | ---- | ---- | ---- | ---- | ---- | ---- | ---- | ---- |
| 476  | 547  | 612  | 651  | 600  | 489  | 602  | 721  | 639  |

## Sehenswürdigkeiten

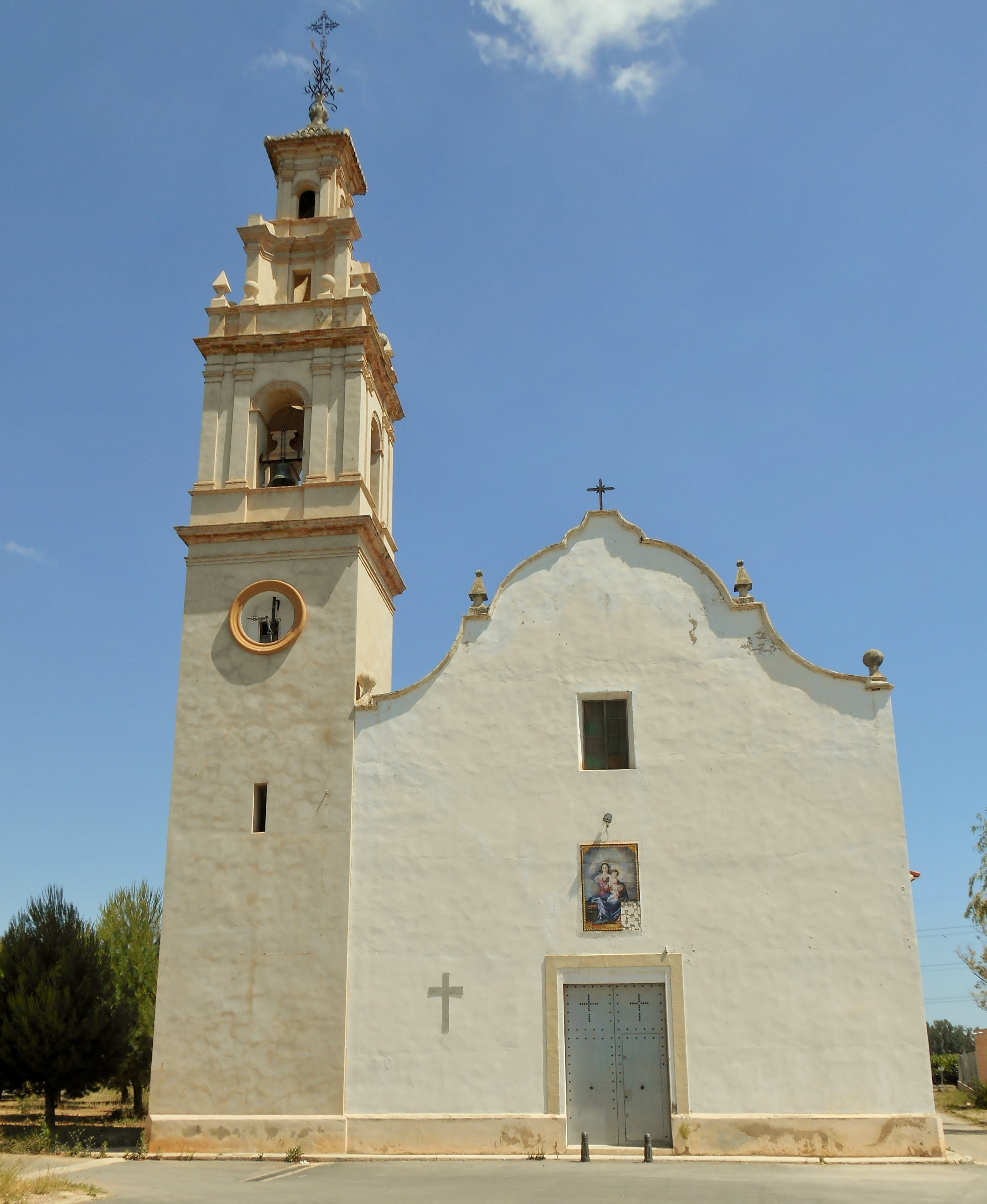
Kirche Mariä Himmelfahrt
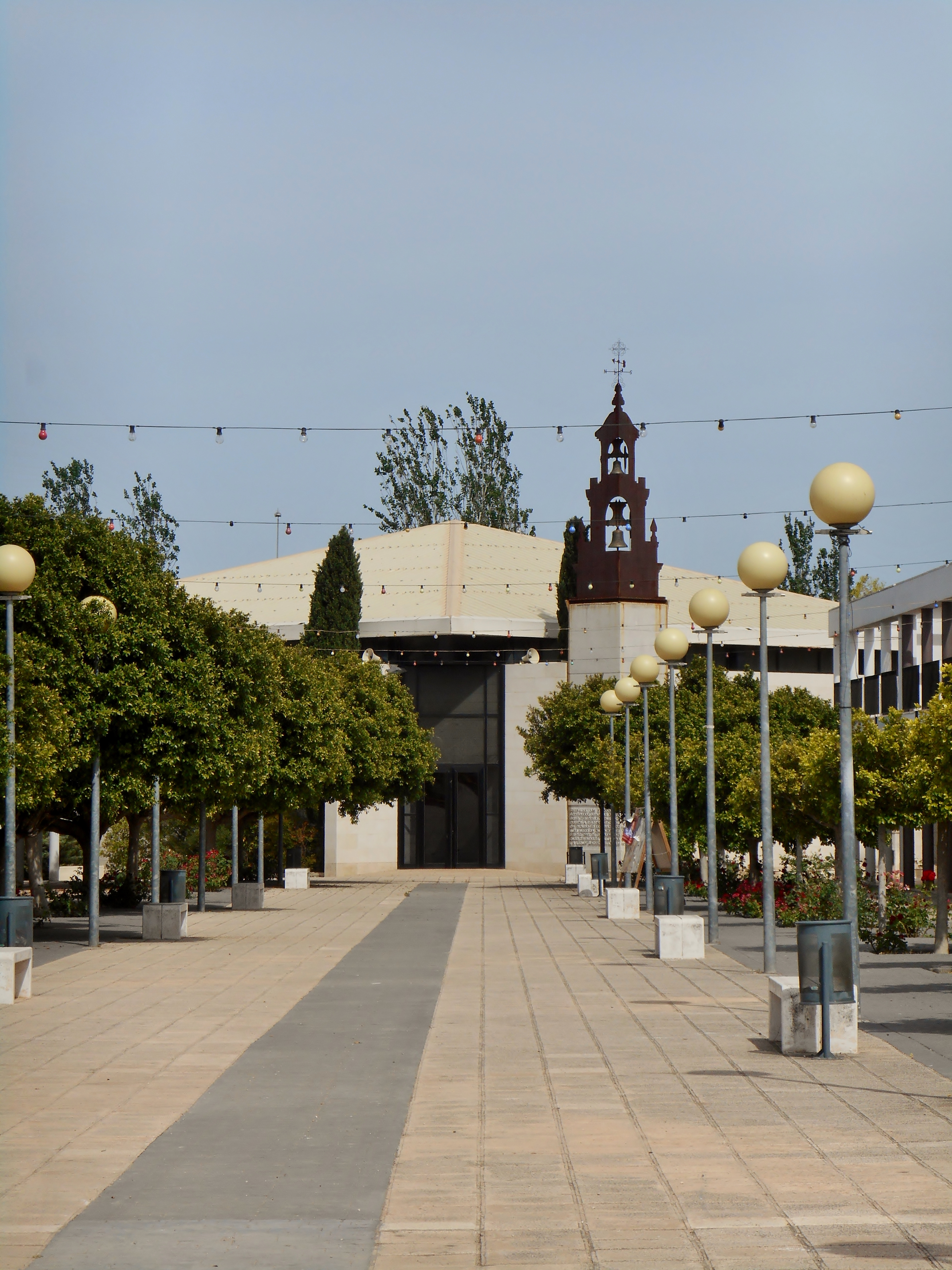
Neue Kirche
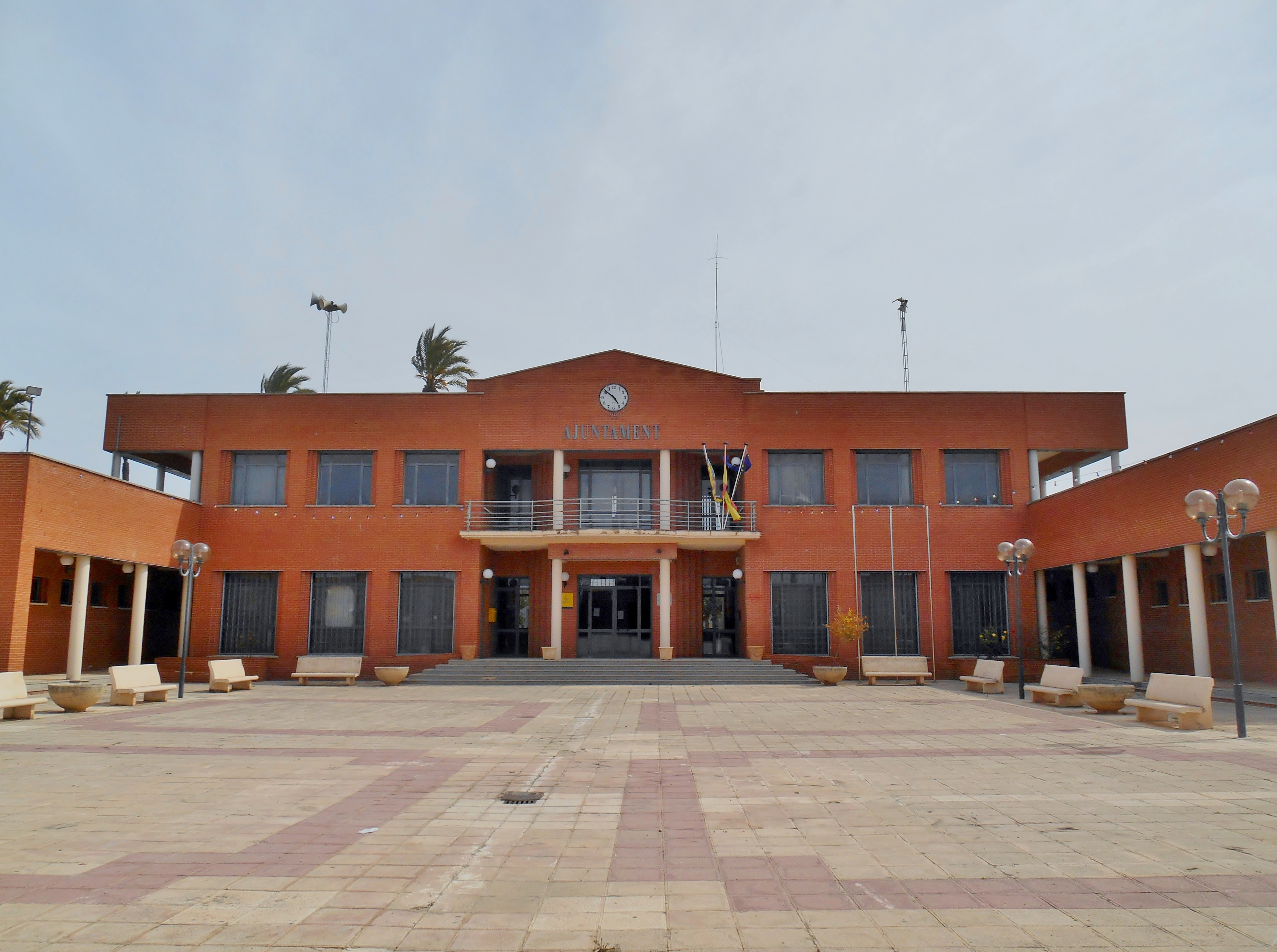
Rathaus

- Kirche Mariä Himmelfahrt
- Neue Kirche
- Rathaus